# إل إن (يونكس)
ال أن (يونكس) او ln  command هو أداة مساعدة قياسية من يونكس تُستخدم لإنشاء رابط صلب أو وصلة صلبة (بالإنجليزية: Hard link) أو وصلة لينة أو رابط لين (بالإنجليزية: Symbolic link أو soft link أو symlink) إلى ملف موجود. يتيح استخدام الارتباط الثابت ربط أسماء ملفات متعددة مع نفس الملف نظرًا لأن الارتباط الثابت يشير إلى مؤشرات الفهرسة لملف معين، يتم تخزين بياناته على القرص الصلب . من ناحية أخرى، فإن الروابط الرمزية عبارة عن ملفات خاصة تشير إلى الملفات الأخرى اسم ملف (بالإنجليزية: Filename) .
و ln الأمر افتراضيًا ينشئ روابط ثابتة، وعند استدعائه باستخدام واجهة سطر الأوامر ln -s يخلق روابط رمزية. تمنع معظم أنظمة التشغيل إنشاء الارتباطات الثابتة إلى مجلد (الحوسبة) نظرًا لأن مثل هذه الإمكانية قد تؤدي إلى تعطيل بنية نظام الملفات وتتداخل مع تشغيل الأدوات المساعدة الأخرى. و ln ومع ذلك، يمكن استخدام الأمر لإنشاء روابط رمزية للملفات غير الموجودة.

## أنظر أيضا
قائمة أوامر يونكس